# Liste des chapitres de Kekkaishi
Cette page recense la liste des chapitres du manga Kekkaishi.

## Volumes reliés

### Tomes 1 à 10
| no | Japonais          | Japonais      | Français          | Français          |
| no | Date de sortie    | ISBN          | Date de sortie    | ISBN              |
| --- | ----------------- | ------------- | ----------------- | ----------------- |
| 1 | 18 février 2004   | 4-09-127061-1 | 18 janvier 2006   | 978-2-8459-9556-7 |
| Personnages en couverture : Yoshimori et MadaraoListe des chapitres : 1. Yoshimori et Tokine (良守と時音, Yoshimori to Tokine) 2. Cicatrice (傷, Kizu) 3. Le rêve de Yoshimori (良守の野望, Yoshimori no Yabō) 4. Spectre humain (人間霊, Ningen Rei) 5. Nutrition (養分, Yōbun) 6. Un dangereux individu (危険な男, Kiken na Otoko) 7. La fleur de la passion (情熱の花, Jōnetsu no Hana) |                   |               |                   |                   |
| 2 | 17 avril 2004     | 4-09-127062-X | 15 mars 2006      | 978-2-8459-9571-0 |
| Personnages en couverture : Tokine et HakubiListe des chapitres : 8. Yukimura Tokine (雪村時雄, Yukimura Tokio) 9. La démoniste (鬼使い, Oni Tsukai) 10. Souvenir et haine (追憶と憎悪, Tsuioku to Zōo) 11. Serment (誓い, Chikai) 12. Yoshimori versus Yoki (良守vsヨキ, Yoshimori baasasu Yoki) 13. La guilde (裏会, Urakai) 14. Ni plus ni moins (ただそれだけ, Tadasoredake) 15. Cerisier déréglé (1re partie) (寒桜(前編, Kanzakura (Zenpen)) 16. Cerisier déréglé (2e partie) (寒桜(後編, Kanzakura (Kōhen)) |                   |               |                   |                   |
| 3 | 18 juin 2004      | 4-09-127063-8 | 24 mai 2006       | 978-2-8459-9607-6 |
| Personnages en couverture : Yoshimori et TokineListe des chapitres : 17. La petite vie de Yoshimori (1re partie) (良守の日々(前編), Yoshimori no Hibi (Zenpen)) 18. La petite vie de Yoshimori (2e partie) (良守の日々(中編), Yoshimori no Hibi (Chūhen)) 19. La petite vie de Yoshimori (3e partie) (良守の日々(後編), Yoshimori no Hibi (Kōhen)) 20. Retrouvailles (4世紀ぶりの再会, 4-Seiki Buri no Saikai) 21. Ginro et Kōya (銀露と鋼夜, Ginro to Kōya) 22. Territoire (庭, Niwa) 23. Chiens errants (山犬たち, Yamainutachi) 24. Adieux (別離, Betsuri) 25. La corde au cou (再封印, Saifūin) 26. La bête noire (黒い悪魔, Kuroi Akuma) |                   |               |                   |                   |
| 4 | 17 septembre 2004 | 4-09-127064-6 | 23 août 2006      | 978-2-8459-9630-4 |
| Personnages en couverture : Masamori et KurohimeListe des chapitres : 27. Réminiscences (1re partie) (残響(前編), Zankyō (Zenpen)) 28. Réminiscences (2e partie) (残響(中編), Zankyō (Chūhen)) 29. Réminiscences (3e partie) (残響(後編), Zankyō (Kōhen)) 30. Frères (兄と弟, Ani to Otōto) 31. Sumimura Masamori (墨村正守, Sumimura Masamori) 32. Le sceau (方印, Hōin) 33. La forêt mouvante (走る森, Hashiru Mori) 34. Haute altitude (空の上にて, Sora no Ue nite) 35. Résolution (決意, Ketsui) |                   |               |                   |                   |
| 5 | 18 novembre 2004  | 4-09-127065-4 | 18 octobre 2006   | 978-2-8459-9653-3 |
| Personnages en couverture : Yoshimori et TokineListe des chapitres : 36. Questionnement (なんなんだ, Nan Nanda) 37. Seigneur Uro (ウロ様, Uro-sama) 38. Le marais incolore (無色沼, Mushoku Numa) 39. Le domaine divin (神の領域, Kami no Ryōiki) 40. Trace divine (神様の足跡, Kami-sama no Ashiato) 41. La petite vie de Toshimori (利守の日々, Toshimori no Hibi) 42. Cachoterie (隠し事, Kakushikoto) 43. Plumes (羽, Hane) 44. Les Shirahago (白羽児, Shiraha Ji) 45. Les flèches de Tokine (時音の矢, Tokine no Ya) |                   |               |                   |                   |
| 6 | 18 février 2005   | 4-09-127066-2 | 6 décembre 2006   | 978-2-8459-9676-2 |
| Personnages en couverture : YoshimoriListe des chapitres : 46. L’observateur (監視者, Kanshisha) 47. Études (研究, Kenkyū) 48. Griffure (爪跡, Tsumeato) 49. Shishio Gen (志々尾限, Shishio Gen) 50. Maison natale (生家, Seika) 51. Hôte indésirable (招かれざる客, Manekarezaru Kyaku) 52. Masamori et Gen (正守と限, Masamori to Gen) 53. Ōkubi-Guruma (大首車, Daikubi Kuruma) 54. L’héritier légitime (正統継承者, Seitō Keishōsha) 55. Mise à prix (賞金首, Shōkin Kubi) |                   |               |                   |                   |
| 7 | 18 mai 2005       | 4-09-127066-2 | 14 février 2007   | 978-2-8459-9697-7 |
| Personnages en couverture : Yoshimori et TokineListe des chapitres : 56. Ultime flatterie (最後の称賛, Saigo no Shōsan) 57. Le prince de Nakakō (中高のプリンス, Chūkou no Purinsu) 58. Hachiōji Kimiya (八王子君也, Hachioji Kimiya) 59. Le no1 du domaine (烏森で一番, Karasumori de Ichiban) 60. La nuit du croulant (じじいの夜, Jijii no Yoru) 61. Le conseil des douze (十二人会, Jūnininkai) 62. Le fossé (ずっと..., Zutto...) 63. Déclaration de guerre (宣戦, Sensen) 64. Négociations (交渉, Kōshō) 65. Kaguro (火黒, Kaguro) |                   |               |                   |                   |
| 8 | 15 juillet 2005   | 4-09-127068-9 | 18 avril 2007     | 978-2-8459-9719-6 |
| Personnages en couverture : Yoshimori et GenListe des chapitres : 66. 3D (三次元, Sanjigen) 67. Dette (借り, Kari) 68. Question de principes (美学, Bigaku) 69. Un petit effort (ダメだよ, Dame da yo) 70. Qualification (適任, Tekinin) 71. 4 ans auparavant (1re partie) (4年前(前編), 4 Nen Mae (Zenpen)) 72. 4 ans auparavant (2e partie) (4年前(中編), 4 Nen Mae (Chūhen)) 73. 4 ans auparavant (3e partie) (4年前(後編), 4 Nen Mae (Kōhen)) 74. Le clan Ōgi (扇一族, Ōgi Ichizoku) 75. Décision (決定, Kettei) |                   |               |                   |                   |
| 9 | 16 septembre 2005 | 4-09-127069-7 | 20 juin 2007      | 978-2-8459-9739-4 |
| Personnages en couverture : Yoshimori, Tokine et GenListe des chapitres : 76. L’oiseau en cage (籠の鳥, Kago no Tori) 77. Hanashima Atora (花島亜十羅, Hanashima Atora) 78. Raizō (雷蔵, Raizo) 79. Haute voltige (空中戦, Kūchūsen) 80. Gagin et Hekinan (牙銀と碧闇, Gagin to Hekian) 81. Le furet (鼠, Nezumi) 82. Offensive (襲撃, Shūgeki) 83. L’ultime voyage (最後の旅路, Saigo no Tabiji) 84. La place du chef (主の座, Omo no Ma) 85. Affres (煩悶, Hanmon) |                   |               |                   |                   |
| 10 | 15 décembre 2005  | 4-09-127070-0 | 19 septembre 2007 | 978-2-8459-9766-0 |
| Personnages en couverture : GenListe des chapitres : 86. Secousse (胎動, Taidō) 87. Migration (動座, Dōza) 88. L’assaut de Kokubōrō (黒芒楼襲来, Kokubōrō Shūrai) 89. Le cortège des cent démons (百鬼夜行, Hyakkiyagyō) 90. Coopération (連携, Renkei) 91. Démon de feu (炎鬼, Honoo Oni) 92. Métamorphose (完全変化, Kanzen Henka) 93. Prémices (兆し, Kizashi) 94. Brasier (火の海, Hi no Umi) 95. Pour l’éternité (永遠に, Eien ni) |                   |               |                   |                   |

### Tomes 11 à 20
| no | Japonais          | Japonais          | Français        | Français          |
| no | Date de sortie    | ISBN              | Date de sortie  | ISBN              |
| --- | ----------------- | ----------------- | --------------- | ----------------- |
| 11 | 17 février 2006   | 4-09-120107-5     | 7 novembre 2007 | 978-2-8459-9788-2 |
| Personnages en couverture : Yoshimori et MasamoriListe des chapitres : 96. Funérailles (葬列, Sōretsu) 97. Ensemble (一緒に, Isshoni) 98. Le passage vers Kurosusuki (黒芒への道, Kokubōrō e no Michi) 99. Les corbeaux (裏山の鴉, Urasuyama no Kurasu) 100. Les membres de la guilde (夜行の面々, Yakō no Menmen) 101. Petit défi (小競り合い, Kozeriai) 102. Nouvel assaut (再来, Sairai) 103. Réplique (迎撃, Geigeki) 104. Otage de Kurosusuki (黒芒の俘虜, Kokubōrō no Furyo) 105. Seul contre tous (孤軍, Kogun) |                   |                   |                 |                   |
| 12 | 18 mai 2006       | 4-09-120378-7     | 23 janvier 2008 | 978-2-8459-9815-5 |
| Personnages en couverture : Yoshimori et KaguroListe des chapitres : 106. Le château (城, Shiro) 107. Évasion (救出, Shūshutsu) 108. Byaku et Matsudo (白と松戸, Byaku to Matsudo) 109. L’homme vide (空っぽの男, Karappo no Otoko) 110. Acompte (前払い, Maebarai) 111. Aihi (藍緋, Aihi) 112. Monstro-plante (妖花, Yō Hana) 113. L’homme qui ne pouvait pas mourir (死ねない男, Shinenai Otoko) 114. L’extérieur (異界の外, Ikai no Soto) 115. Point faible (弱点, Jakuten)                                         |                   |                   |                 |                   |
| 13 | 15 septembre 2006 | 4-09-120630-1     | 5 mars 2008     | 978-2-8459-9838-4 |
| Personnages en couverture : YoshimoriListe des chapitres : 116. Décalage (ズレ, Zure) 117. Avertissement (忠告, Chūkoku) 118. La force supérieure (真の力, Shin no Chikara) 119. L’échappée (脱出, Dasshutsu) 120. Le retour (帰路, Kiro) 121. La baffe (ビンタ, Binta) 122. La visiteuse (来訪者, Raihōsha) 123. Kiyoko (キヨコ, Kiyoko) 124. Clous (釘, Kugi) 125. Le maître et son disciple (師匠と弟子, Shishō to Deshi)                                                                                           |                   |                   |                 |                   |
| 14 | 16 octobre 2006   | 4-09-120650-6     | 7 mai 2008      | 978-2-8459-9863-6 |
| Personnages en couverture : YoshimoriListe des chapitres : 126. Jaren (邪煉, Jaren) 127. Duperie (誘惑, Yūwaku) 128. Détermination (強気, Tsuyoki) 129. Serment d’allégeance (主従契約, Shujū Keiyaku) 130. Kekkai et zekkai (結界と絶界, Kekkai to Zekkai) 131. Un visiteur indésirable (迷惑な客, Meiwaku na Kyaku) 132. Le grand Tengu (大天狗, Ō-tengu) 133. Seigneur (殿, Dono) 134. Inspection (査察, Sasatsu) Extra. La première nuit de Yoshimori (良守の初陣, Ryōshu no Iijin)                                |                   |                   |                 |                   |
| 15 | 18 janvier 2007   | 978-4-09-120878-1 | 9 juillet 2008  | 978-2-8459-9895-7 |
| Personnages en couverture : Yoshimori et TokineListe des chapitres : 135. Les boîtes (箱, Hako) 136. Otages (人質, Hitojichi) 137. Sortie (出口, Deguchi) 138. La nature de la boîte (箱の正体, Hako no Shotai) 139. Quatre démons (4体の妖, 4 Karada no Yō) 140. Cocon (繭, Mayu) 141. Kurokabuto (黒兜, Kurokabuto) 142. Responsabilité (責任, Sekinin) 143. Distorsion (ゆがみ, Yagami) 144. Forme intégrale (完全体, Kansen Karada)                                                                                |                   |                   |                 |                   |
| 16 | 18 avril 2007     | 978-4-09-121028-9 | 8 octobre 2008  | 978-2-8459-9931-2 |
| Personnages en couverture : YoshimoriListe des chapitres : 145. La fureur de Karasumori (烏森の怒り, Karasumori no Ikari) 146. Maintenir l’ordre (秩序, Chitsujo) 147. Le compte rendu (報告, Hōkoku) 148. Julia (ジュリア, Juria) 149. Jalousie (ヤキモチ, Yakimochi) 150. Triangle amoureux (三角関係, Sankakukankei) 151. Tombé du ciel (落ちてきた!, Ochitekita!) 152. Le dragon d’eau (水龍, Mizu Ryū) 153. Le coupable (犯人, Han’nin) 154. Coup de fil (兄の電話, Ani no Denwa)                                 |                   |                   |                 |                   |
| 17 | 18 juillet 2007   | 978-4-09-121150-7 | 3 décembre 2008 | 978-2-8459-9961-9 |
| Personnages en couverture : YoshimoriListe des chapitres : 155. Le gouffre (淵, Fuchi) 156. Tan’yū (淡幽, Tan’yū) 157. Mudō (無道, Mudō) 158. Un grand ami (盟友, Meiyū) 159. Un vrai zekkai (本物の絶界, "Honmono no Zekkai) 160. L’immortel (不死, Fushi) 161. Rectification (矯正, Kyōsei) 162. Le choix fraternel (兄の選択, Ani no Sentaku) 163. Le pouvoir du maître (主の力, Omo no Chikara) 164. Jalousie (嫉妬, Shitto)                                                                                       |                   |                   |                 |                   |
| 18 | 18 octobre 2007   | 978-4-09-121205-4 | 4 février 2009  | 978-2-8116-0008-2 |
| Personnages en couverture : Yoshimori et TokineListe des chapitres : 165. Promesse (約束, Yakusoku) 166. Le traître (裏切り者, Uragirimono) 167. Télépathie (読心, Dokushin) 168. Le service de renseignements (諜報班, Chōhō Han) 169. Kagemiya Sen (影宮閃, Kagemiya Sen) 170. La voie des airs (飛来, Hirai) 171. Mission extermination (隠密行動, Onmitsu Kōdō) 172. Terreur (恐慌, Kyōkō) 173. Rassemblement (集結, Shūketsu) 174. Quadrature (四師方陣, Yonshi Hōjin)                                            |                   |                   |                 |                   |
| 19 | 12 janvier 2008   | 978-4-09-121265-8 | 6 mai 2009      | 978-2-8116-0047-1 |
| Personnages en couverture : YoshimoriListe des chapitres : 175. Compression (圧縮, Asshuku) 176. Prophétie (予言, Yogen) 177. Saki, la miko (巫女サキ, Miko Saki) 178. Corbeaux (カラス, Karasu) 179. Retraite (山籠り, Yamagomori) 180. Tobimaru (飛丸, Tobimaru) 181. Enquête de terrain (調査, Chōsa) 182. Visiteurs (訪問, Hōmon) 183. Les maîtres du vent (風使い, Kaze Tsukai) 184. Décide (神殺し, Kami Koroshi)                                                                                                |                   |                   |                 |                   |
| 20 | 18 avril 2008     | 978-4-09-121348-8 | 19 août 2009    | 978-2-8116-0096-9 |
| Personnages en couverture : MasamoriListe des chapitres : 185. Les manigances du vent (風の謀略, Kaze no Bōryaku) 186. Le gardien (番人, Bannin) 187. Marché (取引, Torihiki) 188. Un grand ami (兄の望み, Ani no Nozomi) 189. Masamori vs Ōgi (正守対扇, Masamori Tsui Ōgi) 190. Tornade géante (巨大竜巻, Kyodai Tatsumaki) 191. Boule de chair (肉塊, Nikukai) 192. La jeunesse (若さ, Wakasa) 193. Sang d’encre (本気で心配, Honki de Shinpai) 194. Sur la touche (おいてけぼり, Oitekebori)                       |                   |                   |                 |                   |

### Tomes 21 à 30
| no | Japonais          | Japonais          | Français         | Français          |
| no | Date de sortie    | ISBN              | Date de sortie   | ISBN              |
| --- | ----------------- | ----------------- | ---------------- | ----------------- |
| 21 | 11 juillet 2008   | 978-4-09-121429-4 | 18 novembre 2009 | 978-2-8116-0141-6 |
| Personnages en couverture : YoshimoriListe des chapitres : 195. Tombé du ciel (降臨, Kōrin) 196. Averse (雨, Ame) 197. L’école engloutie (学校沈没, Gakkō Chinbotsu) 198. Décision (決断, Ketsudan) 199. Déshonneur (汚名, Omei) 200. Hidagō (緋田郷, Hidagō) 201. Office funéraire (供養, Kuyō) 202. Course-poursuite (狙い, Nerai) 203. Dislocation (崩壊, Hōkai) 204. Énergie canalisée (力の中心, Chikara no Chūshin) 205. Transmission (伝授, Denju) |                   |                   |                  |                   |
| 22 | 17 octobre 2008   | 978-4-09-121496-6 | 17 février 2010  | 978-2-8116-0219-2 |
| Personnages en couverture : TokineListe des chapitres : 206. La brigade des affaires spéciales (特捜班, Tokusō Han) 207. L’île des supplices (断頭島, Dantō Shima) 208. Interrogatoire (詰問, Kitsumon) 209. Cavale (逃走, Tōsō) 210. Chasse à l’homme (島狩り, Shima Kari) 211. Ignition (着火, Chakka) 212. Passage secret (抜け道, Nukemichi) 213. Décision (判断, Handan) 214. Instinct (本性, Honshō) 215. Opposition (抵抗, Teikō) |                   |                   |                  |                   |
| 23 | 16 janvier 2009   | 978-4-09-121565-9 | 19 mai 2010      | 978-2-8116-0275-8 |
| Personnages en couverture : YoshimoriListe des chapitres : 216. Yashiro (夜城, Yashiro) 217. Transformation (変革, Henkaku) 218. Caprices (わがまま, Wagamama) 219. Largeur d’esprit (包容力, Hōyōryoku) 220. Pensées ipures (邪念, Janen) 221. Faille (地割れ, Jiware) 222. Renfort (助っ人, Suketto) 223. Hiura Sōji (氷浦蒼士, Sōji Hiura) 224. Catégorie inférieure, premier rang (小一宮, Shōichi Miya) 225. Résurgence (幻影, Gen’ei) |                   |                   |                  |                   |
| 24 | 17 avril 2009     | 978-4-09-121894-0 | 25 août 2010     | 978-2-8116-0324-3 |
| Personnages en couverture : Yoshimori et HiuraListe des chapitres : 226. Réelles capacités (実力, Jitsuryoku) 227. Intrus (侵入者, Shin’nyūsha) 228. Changement de politique (方針転換, Hōshin Tenkan) 229. Obéir aveuglément aux ordres (命令中心, Meirei Chūshin) 230. Mauvais numéro (貧乏くじ, Binbō Kuji) 231. Hiura et Shishio (氷浦と志々尾, Hiura to Shishio) 232. La boîte de l’esprit vide (無想箱, Musō Bako) 233. La division des incantations (まじない班, Majinai Han) 234. Cri (わがまま, Wagamama) 235. Vampire (吸血, Kyūketsu)                              |                   |                   |                  |                   |
| 25 | 18 juin 2009      | 978-4-09-122015-8 | 17 novembre 2010 | 978-2-8116-0379-3 |
| Personnages en couverture : YoshimoriListe des chapitres : 236. Entourage (周りの人間, Mawari no Ningen) 237. État d'esprit (心の状態, Kokoro no Jōtai) 238. La salle de l'esprit vide (無想部屋, Musō Beya) 239. Épisode no 1 (壱号, Ichigō) 240. Shimano (縞野, Shimano) 241. Pour l'exemple (見せしめ, Miseshime) 242. Guerre (戦争, Sensō) 243. Justice (正義, Seigi) 244. Entrée en force (突入, Totsunyū) 245. L'œil du serpent (蛇の目, Ja no Me) |                   |                   |                  |                   |
| 26 | 17 septembre 2009 | 978-4-09-121744-8 | 16 février 2011  | 978-2-8116-0421-9 |
| Personnages en couverture : YoshimoriListe des chapitres : 246. Sombre avenir (残酷な未来, Zankoku na Mirai) 247. Quelqu'un d'autre (ある人物, Arujinbutsu) 248. Accomplissement (完成形, Kansei Katachi) 249. Shinigami, dieu de la mort (死神, Shinigami) 250. Point commun (共通点, Kyōtsuuten) 251. Un pouvoir excessif (過剰な力, Kajō na Chikara) 252. Un être à part (特別な人間, Tokubetsu na Ningen) 253. Devoir et promesse (任務と約束, Ninmu to Yakusoku) 254. Critères (条件, Jōken) 255. Clown (ピエロ, Piero)                                                  |                   |                   |                  |                   |
| 27 | 18 décembre 2009  | 978-4-09-122027-1 | 15 juin 2011     | 978-2-8116-0491-2 |
| Personnages en couverture : Yoshimori et HiuraListe des chapitres : 256. Rotation (回転, Kaiten) 257. Prodige (神童, Shindō) 258. Source d'énergie (動力源, Dōryokugen) 259. Numéro trois (参号, Sangō) 260. Armée de combattants (戦闘員, Sentōin) 261. Pouvoir (力, Chikara) 262. Dix pour cent (10割, Jū-wari) 263. Alliés et ennemis (敵味方, Teki Mikata) 264. Mensonge (嘘, Uso) 265. Zéro (零, Zero) |                   |                   |                  |                   |
| 28 | 18 février 2010   | 978-4-09-122185-8 | 15 février 2012  | 978-2-8116-0625-1 |
| Personnages en couverture : Yoshimori et ShigumaListe des chapitres : 266. Forme complète de l'esprit vide (極限無想, Kyokugen Musō) 267. Contrer l'incantation (まじない破り, Majinai Yaburi) 268. Destruction de l'incantation (まじない殺し, Majinai Goroshi) 269. Un contre un (一対一, Sashi) 270. Accord (契約成立, Keiyaku Seiritsu) 271. Refus (拒絶, Kyozetsu) 272. Accepter les risques (同等の覚悟, Dōtō no Kakugo) 273. Karasumori (烏森, Karasumori) 274. La véritable fin (本当の終わり, Hontō no Owari) 275. Le dieu des calamités (災いの神, Wasawai no Kami) |                   |                   |                  |                   |
| 29 | 18 mai 2010       | 978-4-09-122296-1 | 13 juin 2012     | 978-2-8116-0707-4 |
| Personnages en couverture : Yoshimori et TokineListe des chapitres : 276. Au-dessus de l'Homme (人の枠, Hito no Waku) 277. Zekkai blanc (白い絶界, Shiroi Zekkai) 278. Lever du Soleil (夜明け, Yoake) 279. Inquiétude (心配, Shinbai) 280. Réveil (目覚め, Mezame) 281. L'héritier du clan Ogi (扇の男, Ōgi no Otoko) 282. Les archivistes (記録係, Kirokugakari) 283. Suigetsu (水月, Suigetsu) 284. Retour (帰還, Kikan) 285. Le dernier soir (最後の夜, Saigo no Yoru) |                   |                   |                  |                   |
| 30 | 18 août 2010      | 978-4-09-122507-8 | 30 janvier 2013  | 978-2-8116-1094-4 |
| Personnages en couverture : YoshimoriListe des chapitres : 286. Le moment venu (お殿様, Otono-sama) 287. Le château (天守閣, Tenshukaku) 288. Un rire (笑い声, Waraigoe) 289. Jeu du loup (鬼ごっこ, Onigokko) 290. Le point de non-retour (その時, Sono Toki) 291. Séparation (遠くへ, Tōku e) 292. Le nouveau château de Karasumori (新烏森城, Shin Karasumorijō) 293. Kumon (九門, Kumon) 294. La porte (扉, Tobira) 295. Deuxième étape (第2段階, Dai-ni Dankai) |                   |                   |                  |                   |

### Tomes 31 à 35
| no | Japonais         | Japonais          | Français         | Français          |
| no | Date de sortie   | ISBN              | Date de sortie   | ISBN              |
| --- | ---------------- | ----------------- | ---------------- | ----------------- |
| 31 | 18 octobre 2010  | 978-4-09-122626-6 | 29 mai 2013      | 978-2-8116-1165-1 |
| Personnages en couverture : YoshimoriListe des chapitres : 296. Le piège (罠, Wana) 297. Tokimori Hazama (開祖, Kaiso) 298. Résurrection (再生, Saisei) 299. Ambitions (野心, Yashin) 300. Le sanctuaire Arashizaki (嵐座木神社, Arashizaki Jinja) 301. Shinkai (真界, Shinkai) 302. Se donner à fond (本気, Honki) 303. Le roi (王様, Ōsama) 304. Réceptacle (器, Utsuwa) 305. Haine (憎悪, Zouo)                                                                                                |                  |                   |                  |                   |
| 32 | 17 décembre 2010 | 978-4-09-122717-1 | 27 novembre 2013 | 978-2-8116-1300-6 |
| Personnages en couverture : Yoshimori et ShichirōListe des chapitres : 306. Mon territoire (縄張り, Nawabari) 307. Invasion (侵攻, Shinkō) 308. L'invocation cachée (狙い, Nerai) 309. Défaite (戦争, Sensō) 310. L'attaque du quartier général (総本部襲撃, Sōhonbu Shūgeki) 311. Une guerre totale (総力戦, Sōryokusen) 312. Soldat en déroute (敗残, Haizan) 313. Tsukikage (月影, Tsukikage) 314. L'enfant maudit (忌み子, Imiko) 315. Une force infectieuse (注がれる力, Sosogareru Chikara) |                  |                   |                  |                   |
| 33 | 18 février 2011  | 978-4-09-122783-6 | 5 février 2014   | 978-2-8116-1369-3 |
| Personnages en couverture : Yoshimori et MasamoriListe des chapitres : 316. Lourdes conséquences (因果, Inga) 317. Père et fils (父と子, Chichi to Ko) 318. Le retour du roi 319. Nura Kidôin (鬼童院ぬら, Kidoin Nura) 320. Raijin (雷神, Raijin) 321. Alliés (同志, Dōshi) 322. Juste un sourire (笑顔, Egao) 323. Hakuma (覇久魔, Hakuma) 324. La mission (使命, Shimei) 325. Intrusion (潜入, Sennyū)                                                                                         |                  |                   |                  |                   |
| 34 | 18 mai 2011      | 978-4-09-122873-4 | 27 août 2014     | 9782811615413     |
| Personnages en couverture : TokineListe des chapitres : 326. Négociations (説得, Settoku) 327. Utsusemi (空身, Utsusemi) 328. La veille du jour J (前夜, Zenya) 329. Aveu (真実, Shinjitsu) 330. L'heure de la contre-attaque (開戦, Kaisen) 331. La princesse des Oni (鬼姫, Oni Hime) 332. Le berger et son mouton (導き, Michibiki) 333. Hakuma (計画, Keikaku) 334. Tsukihisa (月久, Tsukihisa) 335. Renversement de situation (急転, Kyūten)                                                 |                  |                   |                  |                   |
| 35 | 18 août 2011     | 978-4-09-123216-8 | 17 décembre 2014 | 978-2-8116-1657-1 |
| Personnages en couverture : Yoshimori et ChūshinmaruListe des chapitres : 336. Mémoire maquillée (改竄, Kaizan) 337. Le message (伝言, Dengon) 338. Le jugement (審判, Shinpan) 339. Derniers instants (最期, Saigo) 340. Le grand déménagement (鞍替え, Kuragae) 341. À chacun son rôle (役割, Yakuwari) 342. Une nouvelle vie (創造, Sōzō) 343. Sumiko (守美子, Mamori Yoshiko) 344. L'heure des adieux (別れ, Wakare) final. Épilogue (終章, Shūshō)                                           |                  |                   |                  |                   |

### Édition japonaise
1. 1 2  Tome 1
2. 1 2  Tome 2
3. 1 2  Tome 3
4. 1 2  Tome 4
5. 1 2  Tome 5
6. 1 2  Tome 6
7. 1 2  Tome 7
8. 1 2  Tome 8
9. 1 2  Tome 9
10. 1 2  Tome 10
11. 1 2  Tome 11
12. 1 2  Tome 12
13. 1 2  Tome 13
14. 1 2  Tome 14
15. 1 2  Tome 15
16. 1 2  Tome 16
17. 1 2  Tome 17
18. 1 2  Tome 18
19. 1 2  Tome 19
20. 1 2  Tome 20
21. 1 2  Tome 21
22. 1 2  Tome 22
23. 1 2  Tome 23
24. 1 2  Tome 24
25. 1 2  Tome 25
26. 1 2  Tome 26
27. 1 2  Tome 27
28. 1 2  Tome 28
29. 1 2  Tome 29
30. 1 2  Tome 30
31. 1 2  Tome 31
32. 1 2  Tome 32
33. 1 2  Tome 33
34. 1 2  Tome 34
35. 1 2  Tome 35

### Édition française
1. 1 2  Tome 1
2. 1 2  Tome 2
3. 1 2  Tome 3
4. 1 2  Tome 4
5. 1 2  Tome 5
6. 1 2  Tome 6
7. 1 2  Tome 7
8. 1 2  Tome 8
9. 1 2  Tome 9
10. 1 2  Tome 10
11. 1 2  Tome 11
12. 1 2  Tome 12
13. 1 2  Tome 13
14. 1 2  Tome 14
15. 1 2  Tome 15
16. 1 2  Tome 16
17. 1 2  Tome 17
18. 1 2  Tome 18
19. 1 2  Tome 19
20. 1 2  Tome 20
21. 1 2  Tome 21
22. 1 2  Tome 22
23. 1 2  Tome 23
24. 1 2  Tome 24
25. 1 2  Tome 25
26. 1 2  Tome 26
27. 1 2  Tome 27
28. 1 2  Tome 28
29. 1 2  Tome 29
30. 1 2  Tome 30
31. 1 2  Tome 31
32. 1 2  Tome 32
33. 1 2  Tome 33
34. 1 2  Tome 34
35. 1 2  Tome 35